# Opportunity
Opportunity (česky „Příležitost“, oficiálně: Mars Exploration Rover – B) je druhou ze dvojice planetárních sond programu Mars Exploration Rover americké agentury NASA, která měla za úkol přistát na Marsu a provádět geologický průzkum povrchu. Její hlavní částí je robotické vozidlo zvané rover. Start se uskutečnil 8. července 2003 v 03:18:15 UT  pomocí nosné rakety Delta II 7925. Přistávací modul (lander) dopadl na povrch Marsu 25. ledna 2004 po 203 dnech letu vesmírem. Přistání proběhlo v oblasti Meridiani Planum podobným způsobem, jako jeho dvojče Spirit a předchůdce Mars Pathfinder.
Lander po přistání zajistil otočení vozidla (roveru) do pracovní polohy a rover z něj bezpečně sjel na povrch Marsu. Rover je v podstatě mobilní robotická geologická laboratoř, která se pohybuje k vybraným povrchovým útvarům a detailně je zkoumá. Jeho pohyb zajišťuje šestikolový podvozek, který je schopen překonat i překážky větší, než je průměr jeho kol. Mise byla ukončena 13. února 2019, když se nepodařilo obnovit spojení po prachové bouři, která spojení přerušila v červnu 2018.

## Cíle mise
Při přípravě mise Mars Exploration Rover byly stanoveny vědecké cíle výpravy:
- Vyhledávat a charakterizovat horniny a půdu, jež by dokazovaly dávnou přítomnost vody na povrchu planety. Zajímat se zejména o vzorky, jejichž minerály byly uloženy pomocí procesů souvisejících s působením vody, jako jsou například srážky, vypařování, cementační sedimenty nebo hydrotermální aktivity.
- Prozkoumat rozmístění a chemické složení minerálů, hornin a půdy v okolí místa přistání.
- Určit, jaké geologické procesy zformovaly místní terén a ovlivnily jeho chemické složení. Mezi tyto procesy by mohly patřit vodní a větrná eroze, sedimentace, hydrotermální mechanizmy, vulkanizmus a dopady těles (impaktní krátery).
- Provést ověření a kalibraci pozorování, prováděných přístroji sondy Mars Reconnaissance Orbiter. Toto by mělo stanovit přesnost a efektivitu přístrojů, které slouží ke geologickému průzkumu planety z oběžné dráhy.
- Vyhledávat minerály obsahující železo, identifikovat druh minerálu a stanovit relativní množství takových minerálů, které obsahují vodu nebo byly vytvořeny ve vodě.
- Stanovit mineralogii hornin a půdy a zjistit, jakými procesy byly vytvořeny.
- Zjistit, jaké podmínky panovaly v období, kdy zde byla přítomna tekoucí voda. Posoudit, zda v tomto prostředí mohl existovat život.

## Pojmenování vozidel Spirit a Opportunity
Vozidla Spirit a Opportunity byla pojmenována na základě studentské soutěže v roce 2002, přišlo do ní asi 10 000 návrhů. Vyhrál návrh devítileté Sofi Collisové z Arizony.

Schéma rozložení přístrojů roveru

| „                    | I used to live in an Orphanage. It was dark and cold and lonely. At night, I looked up at the sparkly sky and felt better. I dreamed I could fly there. In America, I can make all my dreams come true ... Thank-you for the "Spirit" and the "Opportunity" | “ |
| — Sofi Collis, věk 9 | |   |

## Konstrukce roveru
Vozidlo o výšce 1,5 m, šířce 2,3 m a délce 1,6 m váží 184 kg. Na šestikolovém podvozku typu „rocker-bogie“ je umístěna paluba pokrytá solárními panely, které dokáží vyrobit až 900 Wh/sol. K palubě je připevněn kamerový stožár a tři antény, které zprostředkovávají spojení se Zemí v pásmu X (8 GHz) a UHF buď přímým spojením se Zemí, nebo využitím retranslačních družic na oběžné dráze planety.
Pod úrovní paluby jsou umístěny dva páry fotografických kamer HazCam (jeden pár vpředu a jeden vzadu) zajišťující sledování terénních překážek při pohybu vozítka. V přední části roveru je připevněno výklopné rameno s vědeckými přístroji.

## Počítače
Činnost roveru řídí počítač s procesorem Rad 6000, který je odolný proti radiaci. Počítač zpracovává data z vědeckých přístrojů a samostatně řídí pohyb vozítka.

## Vybavení vozidla
Na otočném stěžni
- panoramatická kamera (PanCam) pro stereoskopické snímkování terénu, obě části jsou vybaveny kotouči filtrů pro odhad mineralogického složení okolí
- miniaturní spektrometr tepelných emisí (Miniature Thermal Emission Spectrometer, Mini-TES) zkoumá nerosty pomocí jejich tepelného vyzařování

Na výklopném rameni v přední části
- Mössbauerův spektrometr (Mössbauer Spectrometer) pro hledání sloučenin železa ve vzorku
- spektrometr rentgenového a alfa záření (Alpha Particle X-ray Spectrometer, APXS)
- mikroskopický zobrazovač (Microscopic Imager, MI) pro detailní snímky hornin
- bruska (Rock Abrasion Tool, RAT) pro očištění a obroušení zkoumaných kamenů

## Průběh letu

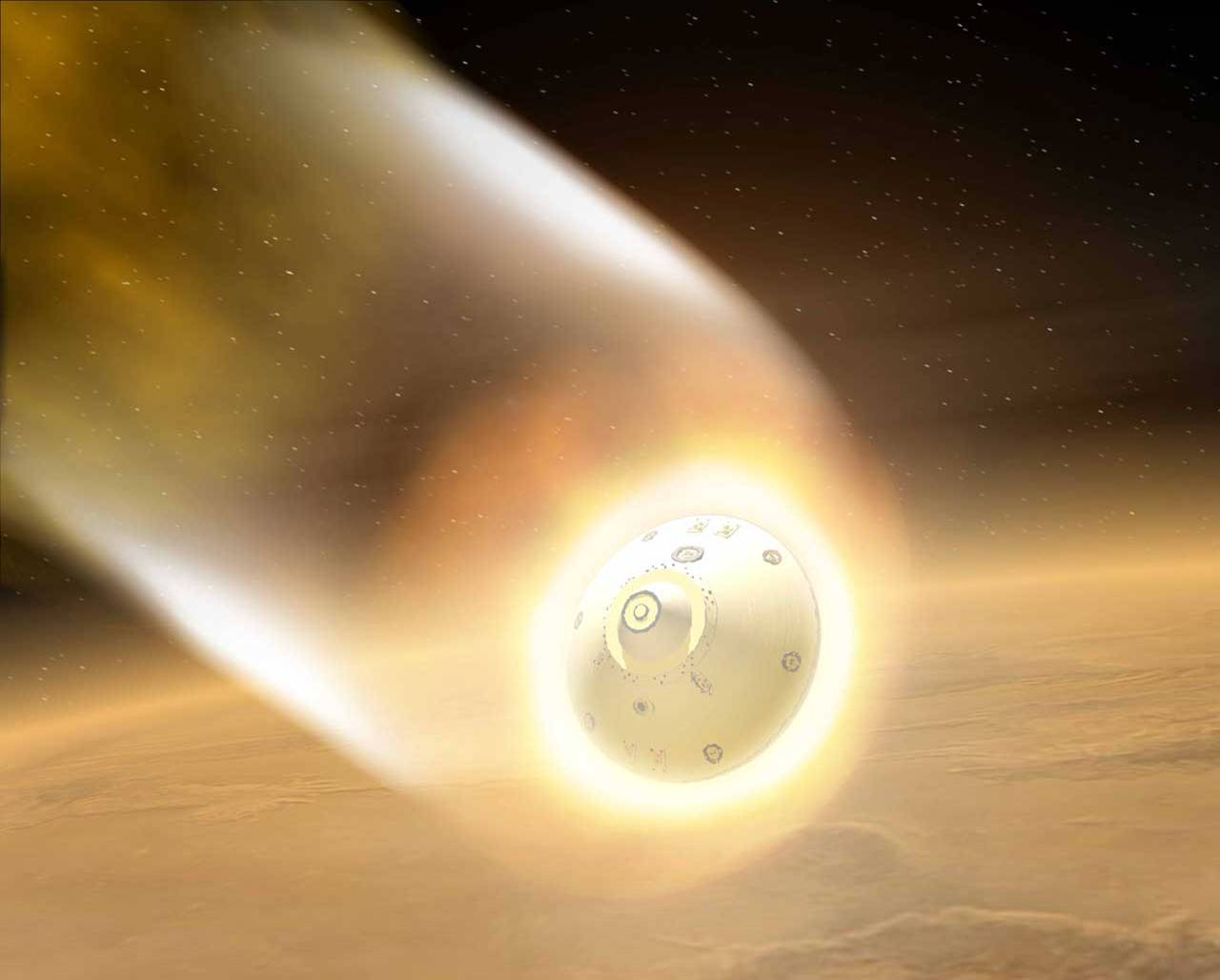
Umělecká představa o průletu landeru chráněného tepelným štítem atmosférou Marsu

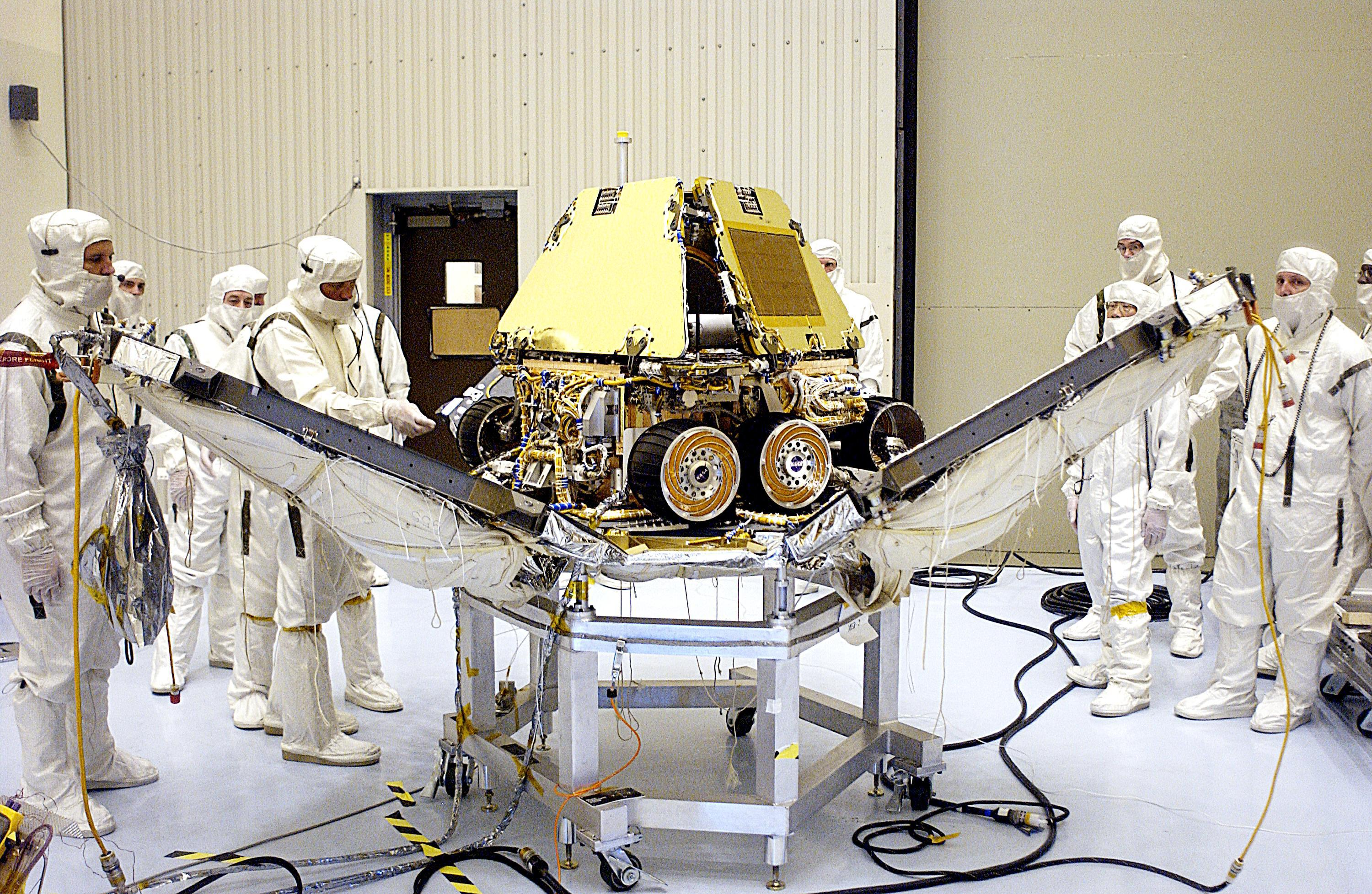
Opportunity vložená uvnitř přistávacího modulu (Lander)

Start Opportunity, který se měl podle původního plánu uskutečnit 25. června 2003, byl několikrát odložen. Uskutečnit se ho podařilo až 8. července 2003 v 03:18:15 UTC, proběhl v Cape Canaveral Air Force Station na rampě LC-17B. Sondu, skládající se z přeletového modulu, přistávacího modulu (Lander) a z vlastního vozidla, vynesla do vesmíru nosná raketa Delta 7925. Zhruba 1 hodinu a 23 minut po startu (v čase 04:41 UTC) se sonda oddělila od třetího a posledního stupně rakety a pokračovala v samostatném letu. Při startu byla soustava sondy a urychlovacího stupně záměrně navedena na takovou dráhu, aby minula Mars ve vzdálenosti asi 340 000 km. Toto opatření bylo učiněno proto, aby oddělený třetí stupeň nedopadl na planetu. Kvůli získání správného kurzu učinila sonda samotná několik dráhových korekcí, první hned po oddělení a druhou den po startu.
Během několikaměsíční cesty k Marsu probíhaly kontroly všech přístrojů. Během nich bylo zjištěno, že jeden z přístrojů, Mössbauerův spektrometr, nepracuje zcela správně, ale ostatní systémy jsou v pořádku.
Při přistávání sondy řídící středisko využilo zkušenosti získané z přistávání jejího dvojčete Spiritu. 26. ledna 2004 v 04:34:49 UTC se sonda zorientovala pro vstup do atmosféry. V čase 04:44:46 UTC se lander oddělil od přeletové sekce a do atmosféry vstoupil v čase 04:59:46 UTC. Přistávací modul dosedl na povrch Marsu v čase 05:05 UTC.

## Místo přistání: Challenger Memorial Station

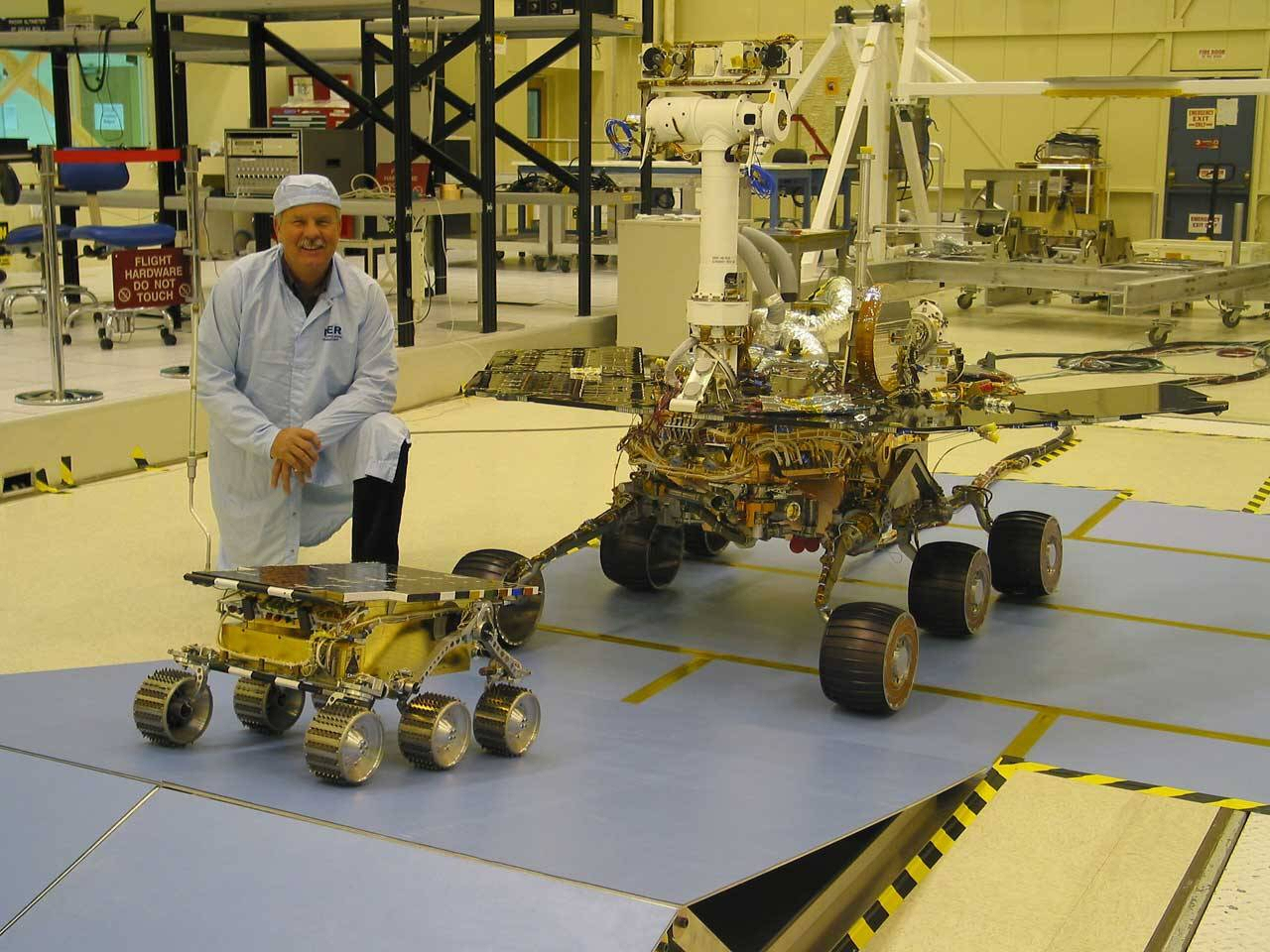
Srovnání velikosti vozidel mise Mars Exploration Rover s jejich předchůdci Sojournerem, prvním robotickým vozidlem na Marsu

Rover Opportunity přistál na pláni Meridiani (354,4742° v.d. a 1,9483° j.š.) asi 24 km od středu přistávací elipsy. I když je Meridiani plochá planina bez kamenů, Opportunity se během přistání dokutálela do malého a mělkého impaktního kráteru, později pojmenovaného Eagle (angl. „orel“) podle amerického lunárního modulu, který jako první s lidskou posádkou přistál na Měsíci. Kráter Eagle má průměr 20 metrů. Ještě v den přistání se odklopily tři trojúhelníkové panely přistávacího modulu, které obalovaly rover během letu. Vozidlo rozložilo své solární panely a vysunulo kamerový stožár. Na místě přistání vozidlo zůstalo dva týdny, dokud nevysunulo kameru nahoru, aby mělo lepší rozhled.

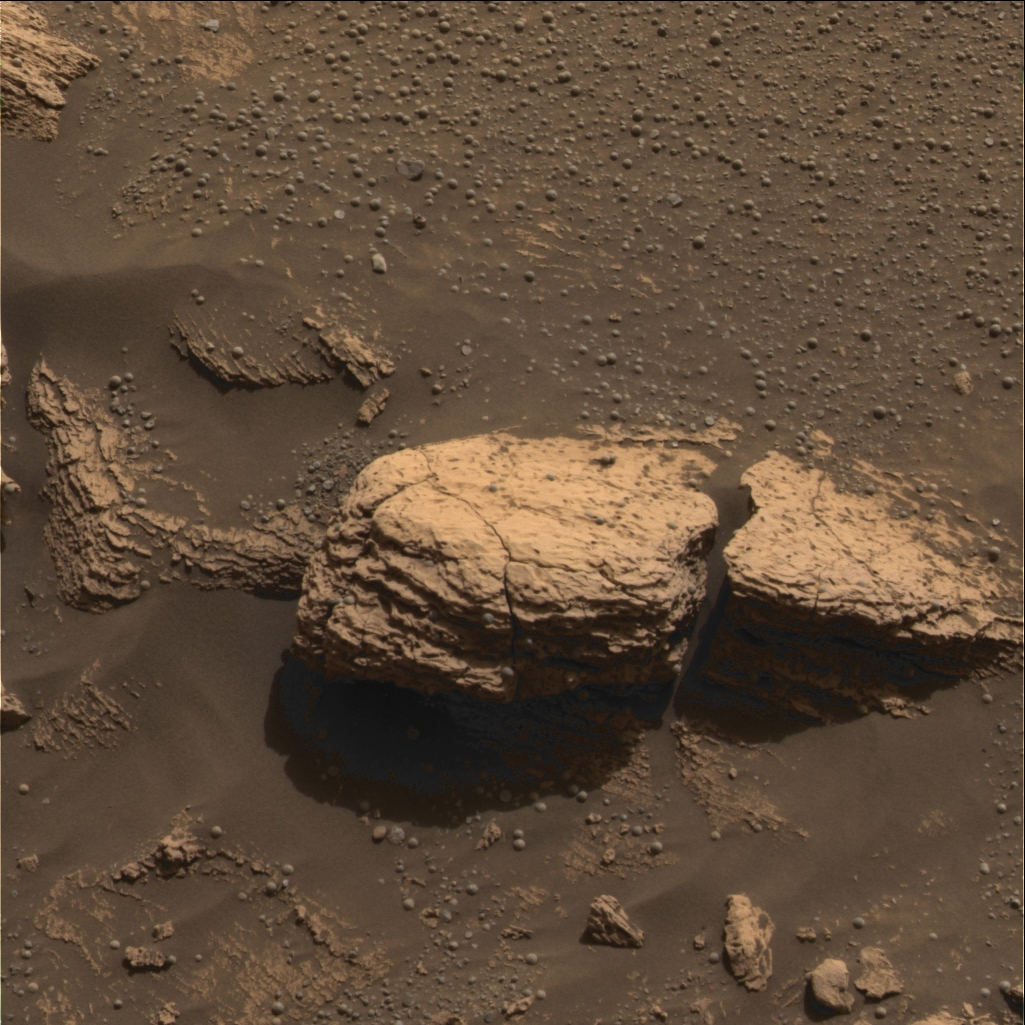
Útvar Stone Mountain v oblasti Meridiani, jeden z prvních cílů výzkumu roveru

Terén v místě přistání byl velmi tmavý, částečně pokrytý písečnými nebo prachovými nánosy. Z nich vystupují horniny podloží. Na podrobnějších záběrech vědci rozpoznali v horninách podloží výraznou vrstevnatost. Na barevných snímcích jsou v prachovém nánosu zřetelné světlejší skvrny, které vznikly, když se tudy kutálel přistávací modul. Toto místo tehdy ještě nebylo podrobně prozkoumáno sondou Mars Global Surveyor. Tato sonda ale dodatečně zhotovila snímky místa přistání Opportunity s rozlišením 150 cm/pixel a o pět dní později dokonce 50 cm/pixel. Na snímcích se dá najít i místo prvního dotyku přistávacího pouzdra s povrchem Marsu a prach odfouknutý brzdnými raketami.
Geologové přivítali skutečnost, že sonda přistála uvnitř kráteru, protože tak měli možnost zkoumat hlubší části terénu. Ve vzdálenosti necelého kilometru se nacházel větší, asi 150 metrový kráter později pojmenován Endurance (angl. „výdrž, odolnost, trpělivost“). Název kráteru odrážel náročnost jeho dosažení.
28. ledna 2004 NASA oznámila, že místo přistání bylo pojmenováno na památku sedmi astronautů poslední mise raketoplánu Challenger, kteří přišli o život v roce 1986, kdy raketoplán krátce po startu explodoval.
Jména všech ostatních pozorovaných a zkoumaných útvarů v místě přistání jsou však neoficiální a zavedli je vědci z Jet Propulsion Laboratory (JPL) pro vlastní potřeby.

## Primární mise

### Výjezd do terénu
Během druhého dne na Marsu (solu), Opportunity vyzkoušela své vědecké přístroje a později také rádiový přenos pomocí vysokoziskové antény. Všechny testy dopadly úspěšně. 28. ledna robot rozložil přední kola a uzamkl jejich nosný systém v definitivní poloze. Následující den (sol 5.) se přední výjezdová rampa naklonila, až se dotkla povrchu, aby z ní rover mohl bez problémů sjet. Proběhla také další etapa vyklápění podvozku, při kterém se připravil na cestu zadní pár kol. 30. ledna se připravil poslední pár – střední a na Zemi zatím padlo konečné rozhodnutí, že rover opustí přistávací plošinu do 24 hodin.
31. ledna vyslalo řídící středisko roveru povel k opuštění plošiny. Opportunity přerušila poslední kabel spojující ji s landerem a v čase 09:50:07 UT se dala do pohybu. Po ujetí asi třímetrové dráhy se na povrchu Marsu zastavila a odeslala na Zemi snímky prázdné přistávací plošiny a otisků svých kol v marsovském prachu. Na rozdíl od svého dvojčete Spiritu, se Opportunity nesetkala při výjezdu s žádnými komplikacemi a mohla do terénu zamířit přímou cestou. Spektrometr TES předběžně potvrdil přítomnost minerálu hematitu v místě přistání sondy.
 Hematit je minerál, který vzniká za přítomnosti vody, takže může poukazovat na dávnou přítomnost vody v této oblasti.
V následujících dnech se Opportunity vydala směrem k odkrytí skalního podloží, přičemž snímkovala povrch Marsu a analyzovala půdu spektrometry. Na záběrech ze 4. února vědce zaujala kulová zrna spočívající v prachu mezi obyčejnými nepravidelnými kameny. Během patnáctého solu (8. února) rover dorazil k prvnímu kameni pojmenovanému Stone Mountain (Kamenná hora) a začal jeho detailní průzkum mikroskopickou kamerou a oběma spektrometry. Na záběrech kamene se opět objevila drobná kulová zrnka.

### První broušení kamenů

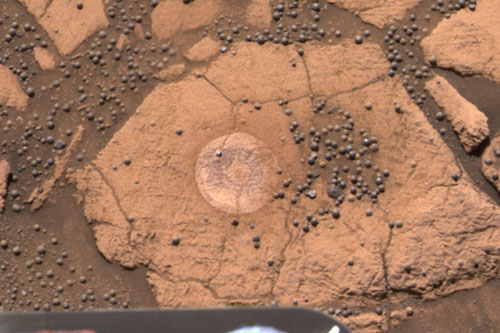
Detailní obrázek plochého kamene s množstvím drobných kulových zrn. Tato oblast byla nazvána Berry Bowl (mísa s borůvkami)

Po skončení práce se Opportunity vydala na pomalou cestu kolem skupiny skal, přičemž opět nacházela malá kulatá zrnka. Po projetí krátkých úseků cesty robot fotografoval a pozoroval. Jakmile ukončil hrubý průzkum skal, dostal příkaz přejet na místo, kde byla zjištěna vysoká koncentrace hematitu. Po dosažení tohoto místa ho prozkoumal všemi přístroji. 16. února také pozoroval stav marsovské atmosféry spolu se sondou Mars Global Surveyor. Následující den Opportunity pomocí pravého předního kola vyhrabala v terénu 10 centimetrů hlubokou brázdu. V dalších dnech se věnovala průzkumu těchto čerstvě odhalených hornin. Zkoumání brázdy skončilo 20. února (sol 26) a rover se vydal k novému cíli – do oblasti El Capitan. 23. února Opportunity vyvrtala do jednoho z kamenů této oblasti díru hlubokou 4 milimetry. První analýza vrtu trvala 5 hodin, následně ji Mössbauerův spektrometr pozoroval ještě 24 hodin. 27. února rover vybrousil druhou díru. Průzkum obou vrtů skončil 1. března 2004, kdy se Opportunity vydala k novému cíli – ke kameni pojmenovanému Last Chance (poslední šance).

### Zatmění Slunce

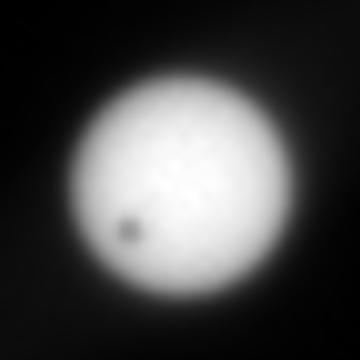
Přechod měsíce Deimos přes sluneční disk

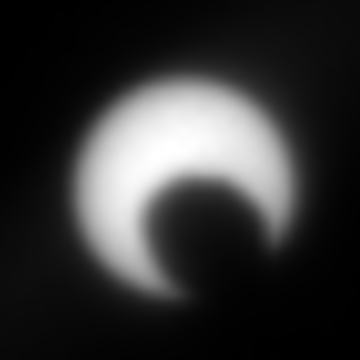
Přechod měsíce Phobos přes sluneční disk

S menšími problémy, které vyplývaly z náklonu svahu, se rover konečně dostal do oblasti Last Chance a 3. března začal kámen zkoumat. Během průzkumu Last Chance došlo k přechodu menšího Marsova měsíce Deimos přes sluneční disk. Sonda událost sledovala panoramatickou kamerou.
5. března se vozidlo opět pohnulo a jeho dalším cílem se stala oblast Slick Rock (vybroušený kámen). Do jednoho kamene této oblasti se Opportunity pokoušela vrtat, ale neúspěšně. Později se zjistilo, že vrtací nástroj se kamene ani nedotkl a druhý, tentokrát úspěšný pokus o vyvrtání díry proběhl 9. března. Vrtání zastavil náraz do malých kulatých útvarů („borůvek“), které byly již dříve několikrát pozorovány. Vrtačka se dostala do hloubky asi 3 mm a pak rover začal měření ve výbrusech. 10. března nastal další přechod měsíce přes sluneční disk, tentokrát se však jednalo o větší Phobos. Z pozemského pohledu je tato událost vlastně zatměním, ale ani jeden měsíc Marsu nemá dostatečnou úhlovou velikost na to, aby Slunce zcela překryl.
Marťanské "borůvky" jsou podle analýzy dat vyslaných Opportunity také z hematitu. Na základě toho lze usuzovat, že planina Meridiani byla v dávné minulosti celá zaplavena vodou. Phillip Christensen, člen týmu MER, prohlásil: „Borůvky jsou konkrece, které se postupně vytvořily v sedimentech vysychajících Marsovských moří.“

### Výjezd z kráteru
11. a 12. března byl výzkum zaměřený na „borůvky“ a tehdy vznikl i snímek Berry Bowl (borůvková mísa). Nakonec se ještě sonda pokusila svým předním kolem odřít kámen Carousel (kolotoč) a vzápětí se vydala na druhou stranu kráteru, aby začala s výzkumem pěti vybraných oblastí. Tuto fázi výzkumu ukončila 21. března a poté se pokusila poprvé vyjet z kráteru, ve kterém se nacházela od svého přistání. Kola roveru však prokluzovala na jeho stěnách a vyjet se mu podařilo až 22. března jinou trasou.

### Bounce Rock

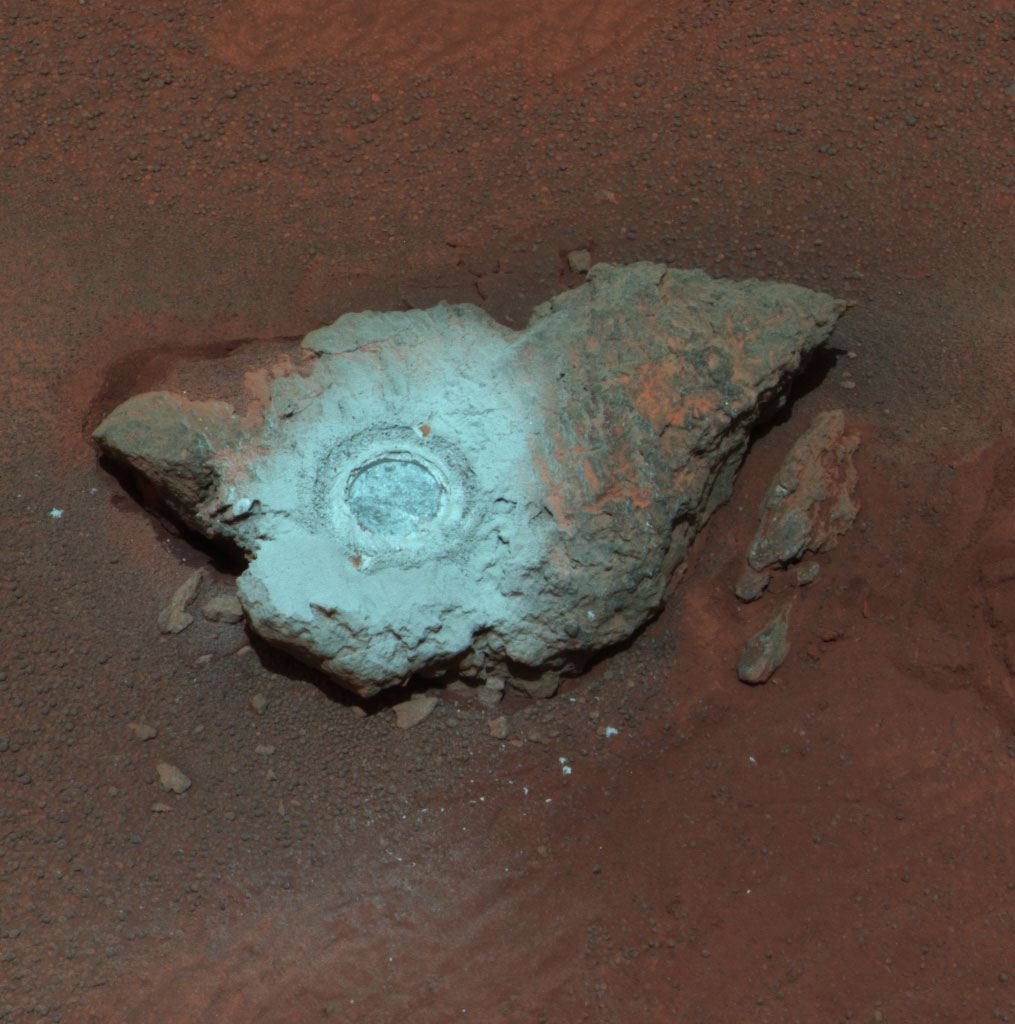
Bounce Rock s dírou po brusce

Na okraji kráteru pak probíhala spektroskopická měření a tvorba panoramatických snímků. Po skončení této práce Opportunity zamířila ke kameni Bounce (Náraz), do kterého narazila ještě uvnitř landeru během přistávání a převrátila ho. Došlo však k problémům v záložním paměťovém souboru a 30. březen strávil robot v nečinnosti. Technikům se však podařilo poruchu lokalizovat a byla přijata opatření, aby tato závada neovlivňovala další práci Opportunity.Sonda se pokoušela vrtat i do kamene Bounce a výsledkem byla dírka přes 6 mm hluboká. V kameni se našly bublinky plynu, které svým složením připomínají bublinky v některých meteoritech z Marsu. Spektrometr navíc zjistil, že většinu materiálu Bounce tvoří sopečný materiál pyroxen. Objev byl velmi překvapivý, protože hornina s takovýmto složením nebyla zatím nalezena roboty na povrchu, ani sondami na oběžné dráze Marsu.

### Cesta ke kráteruEndurance
Průzkum kamene a vrtu v něm pokračoval do 4. dubna. Pak se rover vydal na dlouhou cestu směrem od kráteru Eagle ke kráteru Endurance. 5. dubna se zastavil v oblasti nazvané Anatolia, jejíž geologické podloží připomínalo podloží kráteru Eagle. Rover prošel kolem koryta v této oblasti a vyhloubil brázdu do prachového povrchu. Od 10. dubna do 13. dubna byl robot v nečinnosti, protože v té době probíhalo nahrávání nového řídícího softwaru ze Země. Nový program obsahoval tři zásadní vylepšení.
S novým softwarem robot pokračoval v pomalé cestě ke kráteru Endurance. Jeho další zastávkou se stal kráter Fram. Dorazil k němu 20. dubna. Technici na Zemi vybrali kámen na okraji kráteru, který dostal přezdívku Pilbara a do něj 21. dubna robot navrtal rekordně hlubokou (7,2 milimetru) díru. Výzkum kamene pokračoval dva dny a pak se Opportunity opět pohnula směrem ke kráteru Endurance. 23. dubna po skončení denního přesunu vyhloubila další mělkou rýhu v půdě Marsu, kterou prověřila.
25. dubna (sol 90.) nastalo ukončení primární tříměsíční mise původně naplánované pro rover. Do této doby Opportunity překonala vzdálenost 811,57 metru a odeslala na Zemi 12 429 obrázků.

## Rozšířená mise

### Endurance
Během 95. solu (30. dubna 2004) dorazila Opportunity na západní okraj kráteru Endurance. První dny strávil rover na okraji kráteru a zkoumal jej na dálku. Během 102. solu se začal pomalu přesouvat po okraji kráteru. 105. až 108. sol strávil zkoumáním kamene Lion Stone (lví kámen) a pak pokračoval v cestě kolem kráteru proti směru pohybu hodinových ručiček. Cílem jízdy bylo kromě vědeckého výzkumu také zjistit, zda je bezpečné spustit rover dovnitř kráteru. Na přelomu května a června vozidlo prozkoumalo kámen Diogenes na okraji kráteru. Několik nocí trávil robot v „hlubokém spánku“, aby ušetřil energii. Z tohoto spánku se však někdy probudil ještě nad ránem, aby mohl využít momentální přelet retranslační družice na komunikaci.

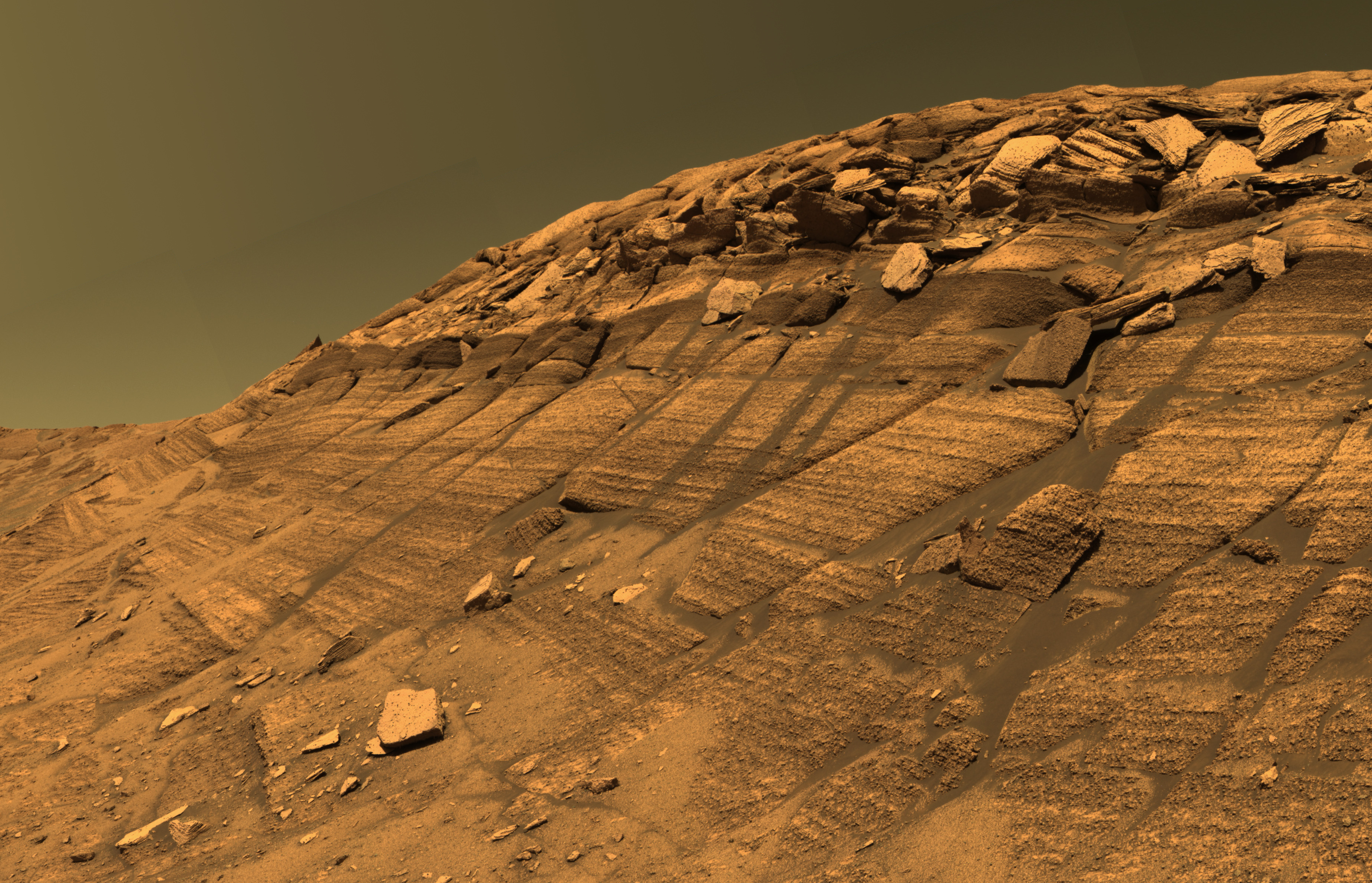
Útvar Burns Cliff uvnitř kráteru Endurance. Barvy hornin jsou skutečné.

Opportunity zahájila 9. června pomalý sestup do kráteru. Kvůli průzkumu se musela spouštět po svazích se sklonem téměř 30°. 17. července robot zkoumal zlom Razorback a útvar Flatland. 19. července prostřednictvím fotografických snímků zjišťoval vrstvu marsovského prachu na solárních panelech. Množství prachu na panelech totiž ovlivňuje množství elektřiny, kterou může rover využívat.
Během prací v červenci a srpnu měl robot obrovské problémy s prokluzem kol na písčitých svazích.
V polovině září se Mars dostal do konjunkce se Sluncem a kvůli velmi omezenému rádiovému spojení se program robota omezil na minimum. Problémy se vyskytly i při přesunu k plánovanému cíli, příkré rozpukané stěně Burns Cliff. Po skončení jízdy k cíli robot zůstal kvůli silnému prokluzu dokonce o 0,35 metru níže než leželo místo, ze kterého se vydal na cestu. Stěna Burn Cliffs geology zaujala, protože se v ní spojovaly dva typy hornin s různě směrovanými vrstvami. Začátkem listopadu však bylo rozhodnuto o změně plánu, neboť cesta ke stěně nebyla možná.
V kráteru strávil Opportunity celou marsovskou zimu, která vyvrcholila 30. září 2004. Obě vozidla Spirit a Opportunity přečkala zimu bez problémů, což projektanty překvapilo.
Opportunity opustila kráter Endurance 315. solu od přistání poté, co v něm strávila 181 dnů (6 měsíců). Výjezd proběhl bez problémů. Robot se věnoval dálkovým pozorováním a následně se vrátil ke stopám svých kol, které zanechal při příjezdu ke kráteru. Pak se vydal na jízdu k místu dopadu zbytku svého tepelného štítu. Dorazil k němu 19. prosince a začal ho zkoumat. Štít se při dopadu na povrch rozpadl na dvě velké části a množství menších úlomků. Robot zkoumal i blízký kámen Heat Shield Rock (Kámen u tepelného štítu), přičemž se ukázalo, že jde o meteorit. Během jeho průzkumu byla atmosféra dost znečištěná prachem. Z tohoto důvodu Opportunity dostávala jen zhruba 75 % elektřiny z množství, které získávala za jasných dní a kvůli šetření musela být často ukládána do hlubokého spánku.

### Jízda na jih
Po skončení průzkumu štítu a jeho okolí se 18. ledna 2005 Opportunity vydala směrem na jih. Během jízdy probíhal dálkový průzkum okolí, ale také některých blízkých útvarů, například brázd v písku, které robot vyhloubil koncem ledna a 8. února. V druhé polovině února se předmětem bližšího výzkumu robota staly kameny Russet a Normandy.

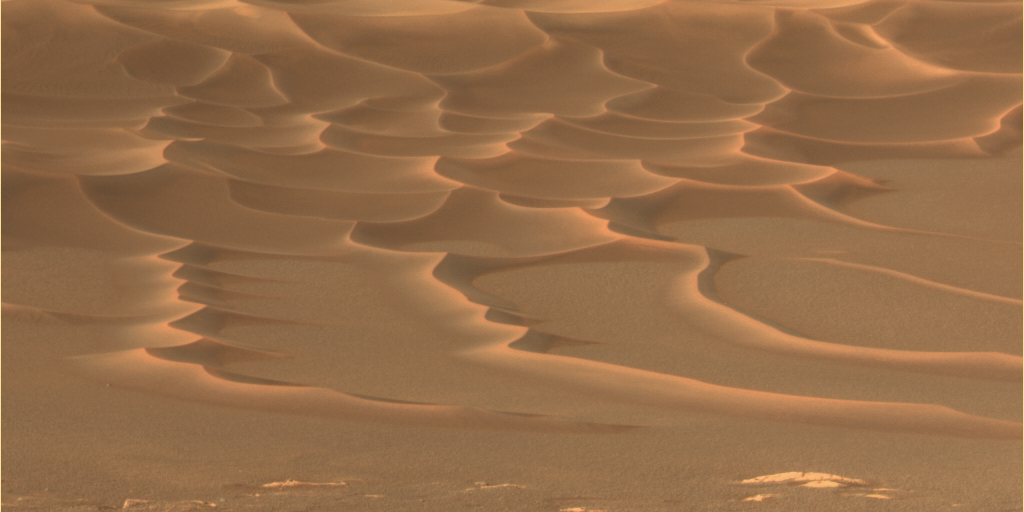
Písečné duny

8. března Opportunity dorazila k malému kráteru Vostok, který byl téměř celý zavátý pískem. Rover prozkoumal kráter, udělal jeho panoramatický snímek a zaměřil se na cíle, jejichž pojmenování měla, podobně jako samotný kráter, vztah k počátkům sovětské kosmonautiky: vzorek půdy Lajka a kámen Gagarin. Poté pokračoval ve své cestě na jih, přičemž udělal rekordy v rychlosti i vzdálenosti přesunu. Dokázal jet rychlostí až 100 metrů za hodinu a během 410. solu překonal vzdálenost 220 metrů. 25. března se dostal do blízkosti zvlněných dun a začal zkoumat jejich složení. Pak duny prošel a pokračoval v jízdě na jih.
Začátkem dubna se vyskytly problémy, které začaly poruchou na retranslační družici Mars Odyssey. Vědecký program během těchto dnů byl omezen na nenáročné dálkové pozorování. Po vyřešení problémů se Opportunity opět vydala na jih a překonala 5. kilometr své celkové trasy po marsovském povrchu. Jízdu přerušil problém s natáčením pravého předního kola, které zůstalo vychýlené asi 8° od přímého směru. Robot nakonec pokračoval v jízdě (oproti uplynulým dnům pomaleji) i bez použití ovládání problémového kola. Zanedlouho se objevila anomálie v činnosti počítače.

### Uvíznutí v duně

Série snímků zachycuje snahu o vyproštění Opportunity ze sypkého materiálu, do kterého zapadla

26. dubna Opportunity uvízla v duně z jemného písku. Přední i zadní kola byla v písku ponořena více než polovinou svého průměru. Cílem její další činnosti se proto stala měření a snímky, které měly řídícímu středisku pomoci vozidlo vyprostit. Zároveň dělala dálková pozorování okolí. V laboratoři proudového pohonu se zatím pracovníci snažili vytvořit co nejvěrnější kopii materiálu, do kterého robot zapadl, aby nasimulovali situaci na Marsu a vyzkoušeli způsob možného vysvobození nejprve na pozemském dvojčeti Opportunity. Navzdory enormnímu úsilí řídícího střediska však rover popojel do konce května sotva 30 centimetrů. Kola robota dostaly příkaz na zpětný chod, ale silně podkluzovala a stroj se hýbal jen nepatrně. Postupně se však prokluz zmenšoval a robot překonával každý den více a více centimetrů. Opacita atmosféry se však začátkem června opět zvětšila, solární panely dostávaly méně energie a robot proto musel zmenšit počet pokusů o své vysvobození. Přesto se 4. června robot z duny, mezitím pojmenované Purgatory Dune (angl. „pekelná duna“), zcela dostal.
Vozidlo se však od duny příliš nevzdálilo, protože řídící středisko rozhodlo podrobně ji prozkoumat a zjistit, proč právě do ní rover zapadl, když s jinými dunami neměl problém. Nejprve probíhal dálkový průzkum duny, pak se k ní Opportunity pomalu přiblížila a zkoumala ji zblízka. Po skončení průzkumu pokračovala ve své cestě na jih. Aby znovu nezapadla do duny, dostala příkaz je objíždět. Během tohoto manévru byl řídící tým velmi opatrný. Pozorně byl sledován náklon vozidla, vychýlení ve všech třech osách, zatížení náhonu kol a také prokluz kol.

### Erebus

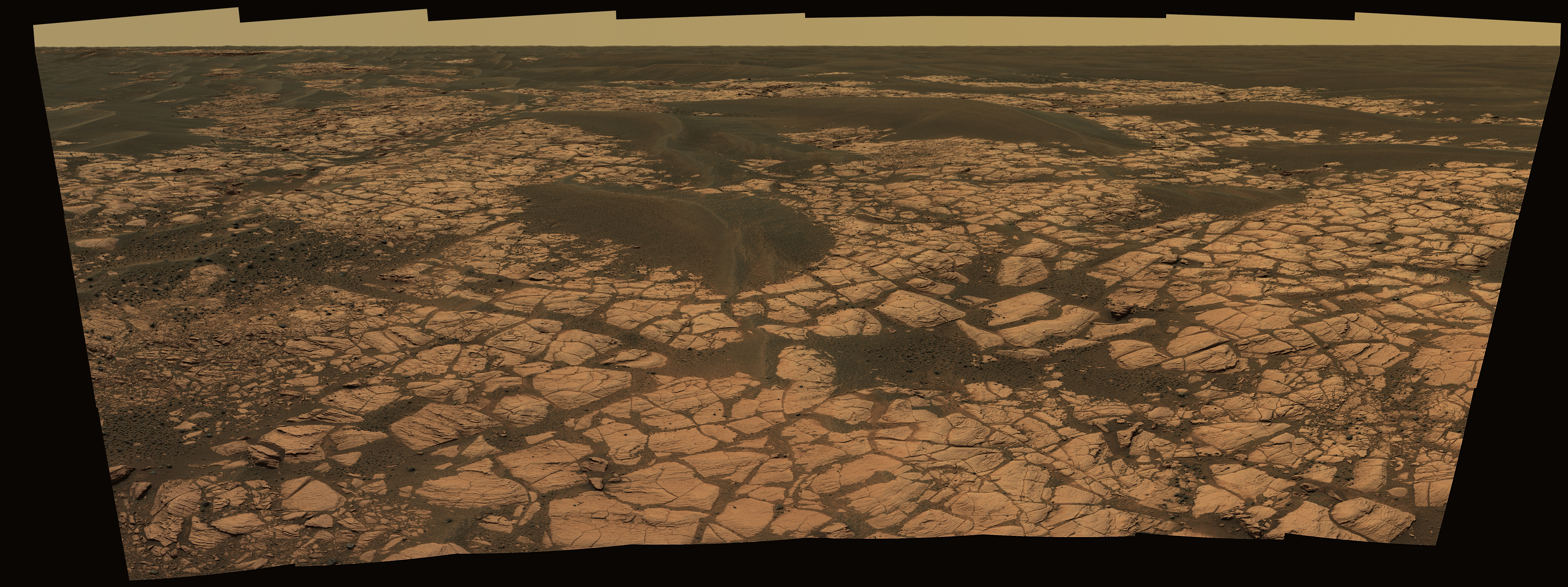
Kráter Erebus vyfotografovaný panoramatickou kamerou roveru Opportunity

V srpnu se rover dostal do oblasti pokryté plochými kameny. Podrobně prozkoumal několik cílů (Arkansas, Fruit Basket, Lemon Rind, Strawberry, a vzorek půdy Reiner Gamma). Pak pokračoval v jízdě, přičemž vykonával standardní průzkum. Jeho dalším cílem byl výzkum hornin na okrajích kráteru Erebus. Na okraji kráteru došlo několikrát k nečekanému resetování palubního počítače a přepnutí vozidla do bezpečnostního módu, který vyvolal stav hlubokého spánku. Navzdory problémům se Opportunity v říjnu vydala na cestu s cílem objet kráter západním směrem. Kvůli prokluzu kol a obavám, aby robot opět nezapadl, mu řídící středisko nařídilo změnit původně plánovanou trasu. K problémům s restartováním počítače a z prokluzování kol se přidala opět zvýšená prašnost atmosféry, kvůli níž musel rover šetřit energií. Důvodem znečištění atmosféry byla prachová bouře. Zahalení atmosféry bylo tak silné, že robot musel přerušovat své obvyklé činnosti. Začátkem listopadu se situace s energií mírně zlepšila. Opportunity pokračovala v objezdu kráteru a věnovala se výzkumu několika vytipovaných cílů. 9. listopadu došlo pravděpodobně k odfouknutí prachové vrstvy na solárních panelech, čímž se příkon elektřiny vrátil do normálu.
Začátkem prosince zůstala Opportunity stát na okraji kráteru, protože se jí nepodařilo složit robotické rameno do přepravní polohy. Příčina této poruchy nebyla známa a řídící středisko absolvovalo několik pokusů o nápravu. Nehybná Opportunity se dosud věnovala dálkovým pozorování. 2. ledna se problém s robotickým ramenem podařilo vyřešit a rover mohl pokračovat v jízdě a v práci na okraji kráteru. Kamera PanCam dělala množství snímků, z nichž vznikla barevná panoramata kráteru Erebus. Do nitra samotného kráteru však nevstoupila. 19. ledna se Opportunity po 58 dnech strávených na jednom místě znovu pohnula a dokončila geologický průzkum okraje kráteru. Opakované potíže se skládáním robotického ramene však průběh výzkumu zpomalovaly. V únoru a březnu postupně přecházela od jednoho cíle k druhému.

### Na cestě kVictorii

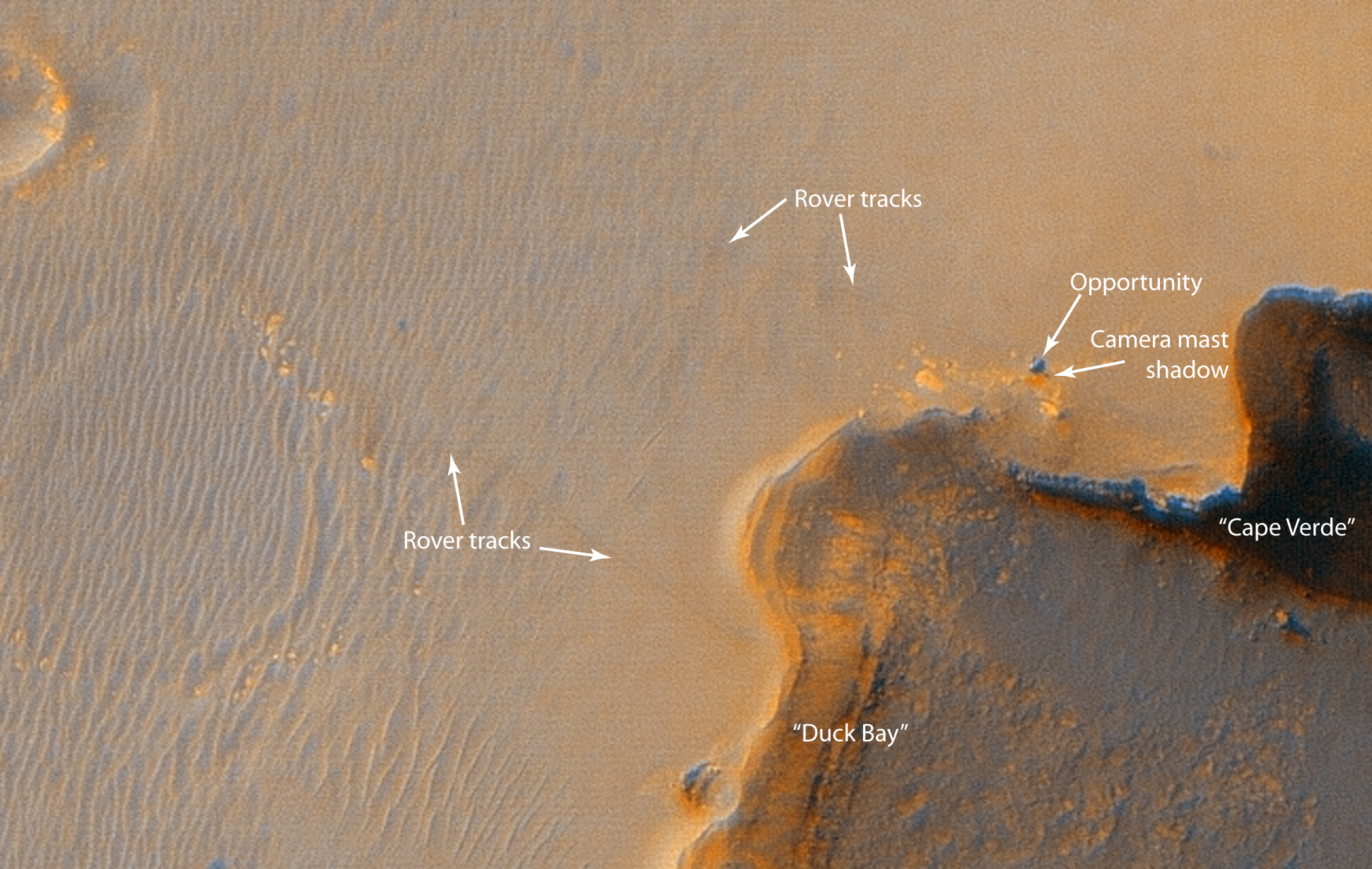
Výkonná kamera sondy Mars Reconnaissance Orbiter nasnímala z oběžné dráhy stopy Rovera Opportunity poblíž kráteru Victoria

Po skončení průzkumu kráteru Erebus 5. března 2006 sonda jízdu na jih zrychlila. Jejím dalším cílem se stal kráter Victoria, od kterého byla začátkem února vzdálena asi 2 km. Cestou rover prováděl pravidelný dálkový průzkum a měření blízkého okolí. Každý sol překonal několik desítek metrů a po skončení denního přesunu snímal okolí a oblohu. Cestu trochu zkomplikovala porucha na retranslační družici Mars Odyssey.
6. května byl již identifikován okraj kráteru Victoria na fotografiích roveru. Stále ho však od něj dělila vzdálenost 1279 m. Během 833. solu však vozidlo opět zapadlo do duny, přesto, že řídící středisko vyhodnotilo trasu jako bezpečnou. Podle fotografií se však kola nezahrabala tak hluboko jako před rokem. Pokusy o vyproštění probíhaly několik dní a během 841. solu se Opportunity z duny dostala. Po vyfotografování duny robot opět pokračoval ve své jízdě ke kráteru Victoria, který byl již vzdálen méně než 1 km. Po skončení denního přesunu často měřila opacitu atmosféry. Jako vedlejší cíl na cestě k velkému kráteru Victoria byl vybrán mnohem menší kráter Beagle, vzdálený asi 500 metrů od Victorie. Opportunity vyfotografovala panorama menšího kráteru, snímkovala vybrané cíle, ale pokračovala také v měření opacity atmosféry. Během 907. solu rover kráter opustil a pokračoval v jízdě k Victorii.

### Victoria
Opportunity dorazila k okraji kráteru Victoria 26. září 2006 (sol 952). Nejprve provedla výzkum na dálku a s panoramatickými snímky, pak se přesunula k útesům pojmenovaným Cape Verde. Victoria byl největší a nejhlubší kráter, který tato sonda na Marsu zkoumala. Jeho hloubka dosahuje až 70 metrů pod úroveň terénu.
Prvním cílem podrobnějšího výzkumu Roveru se stal útvar Cape Verde na okraji kráteru. Práci rušila konjunkce Marsu se Sluncem, kvůli níž byly aktivity robota opět omezeny na minimum a celý měsíc se nekonal žádný pohyb vozidla. Další zprávy o činnosti Opportunity byly zveřejněny až 13. listopadu 2006. Opportunity se věnovala Cape Verde i během konjunkce a dělala jeho snímky. Po skončení práce na Cape Verde se robot vydal k dalšímu útvaru, Cape St. Mary. Z Cape St. Mary fotografovala vrstvy hornin severní části Cape Verde. Poté se vydala na objezd kráteru, přičemž hledala bezpečné místo, kterým by mohla sestoupit do jeho nitra. Pojmenování mysů (angl.Cape) a zálivů kráteru Victoria vychází z geografických názvů spojených s objevitelskou plavbou Fernanda Magalhaes, jehož loďstvo s lodí Victoria poprvé obeplulo svět.
Řídící středisko zapojilo Opportunity i do pokusů získat opět kontakt s nedávno ztracenou sondou Mars Global Surveyor. Ani Opportunity však nezachytila její signál.
Začátkem roku 2007 Opportunity zaznamenala poruchu vrtačky RAT. Její následná zkouška ukázala, že pravděpodobně selhal přívodník senzoru, který hlásí okamžik dotyku nástroje s povrchem horniny. Robot pokračoval v objezdu, přičemž studoval různé cíle v okolí kráteru, jakož i stav atmosféry. Při dalším pohybu podél okraje kráteru naučil řídící tým sondu orientovat se v terénu podle stop kol, které zanechávala v písku. Okolní písečný terén byl totiž relativně plochý a bez výrazných orientačních bodů. 6. února překonala celková délka dráhy ujeté vozítkem hranici 10 km, životnost její konstrukce přitom byla projektována pouze na 1 km. V druhé polovině února se sonda věnovala útvaru pojmenovaném po známém pozemském Mysu Dobré naděje – Cape of Good Hope. V postupném objezdu kráteru pokračovala až do dubna 2007. U útesu Tierra del Fuego, který byl cca 100° od Duck Bay se otočila a vracela zpět k Duck Bay, přičemž pátrala po místě vhodném pro vstup dovnitř. V květnu 2007 vítr opět očistil solární panely roveru, následkem čehož vzrostla produkce elektřiny na hodnoty, kterých dosahovala krátce po přistání.
Do nitra kráteru Victoria vstoupila Opportunity v září 2007. Sestup se plánoval už na červenec, ale zpozdily ho intenzivní prachové bouře. Zvířený prach zastínil Slunce natolik, že výroba elektřiny klesla na své rekordní minimum od začátku celé mise. Robot byl nucen energií velmi šetřit a nevykonával téměř žádné vědecké činnosti kromě pozorování oblohy. Prachová bouře dosáhla celoplanetárního charakteru. Poprvé hrozilo úplné ukončení činnosti vozidla.
Prvním úkolem sondy po vstupu do kráteru bylo opatrně prozkoumat terén bezprostředně za jeho okrajem. Po prvním překročení okraje zacouvala zpět na rovinu. Krátce po jejím definitivním vstupu dovnitř se vyskytly problémy s retranslační družicí Mars Odyssey. Když byla komunikace s retranslační družicí opět možná, Opportunity pokračovala v sestupu. Podobně jako při výzkumu kráteru Endurance, i uvnitř Victorie upadala v noci do různě dlouhého „hlubokého spánku“, aby šetřila energií. Sklon svahu dosahoval místy až 25°, což bylo na hranici přípustných hodnot.

### Rok 2008

Pohyb oblačnosti, jak ji pozorovala Opportunity z kráteru Victoria

Na přelomu února a března množství vyrobené energie kolísalo, ačkoli opacita atmosféry a množství prachu na solárních panelech byly zhruba konstantní a rover se ani nepohnul. Pro tento jev se dosud nenašlo uspokojivé fyzikální vysvětlení. Začátkem března 2008 vypadl na několik dní vysílač Deep Space Network, kterým byly robotu předávány instrukce ze Země. 3. března se však vysílání obnovilo. Další omezení komunikace v následujících dnech bylo způsobeno příkrým svahem, na kterém sonda stála a kvůli kterému měla problémy se sledováním dráhy přelétající retranslační družice.
Navzdory velmi opatrné jízdě v dubnu 2008 Opportunity opět dočasně uvízla v písku. K tomu se přidružilo poškození motoru uvnitř kloubu robotické ruky, což bylo zřejmě způsobeno jeho opotřebením a velkými výkyvy teplot, které byly způsobeny poruchou topného článku. Problémy s rozkládáním robotické ruky měl rover už dříve. Během analýzy problému s robotickou rukou stál rover nehybně na jednom místě, fotografoval okolí, oblohu a zejména pohyb oblačnosti. Konečně se rover opět pohnul, ale poškozenou robotickou ruku už dále nemohl nést v přepravní poloze.
25. června na Marsu začala zima, krátce předtím byla planeta dokonce v afelu, což množství přicházejícího slunečního záření ještě snížilo. Další omezení způsobilo to, že Opportunity se postupně přibližovala k útesům Cape Verde, které jí postupně zastiňovalo oblohu. Akumulátorové baterie proto někdy musela dobíjet celý sol.
Vědecký výzkum v kráteru pokračoval s drobnými technickými problémy až do srpna, pak začal namáhavý výstup z kráteru zpět na okolní planinu. Přesun probíhal v několika etapách, v přestávkách mezi nimi sonda stála na místě a snímala oblohu. Místem výjezdu se stal svah Duck Bay a Opportunity po něm vyjela z kráteru Victoria dne 28. srpna 2008, během 1634. solu. Uvnitř kráteru strávila více než 340 solů.

### Putování ke kráteruEndeavour

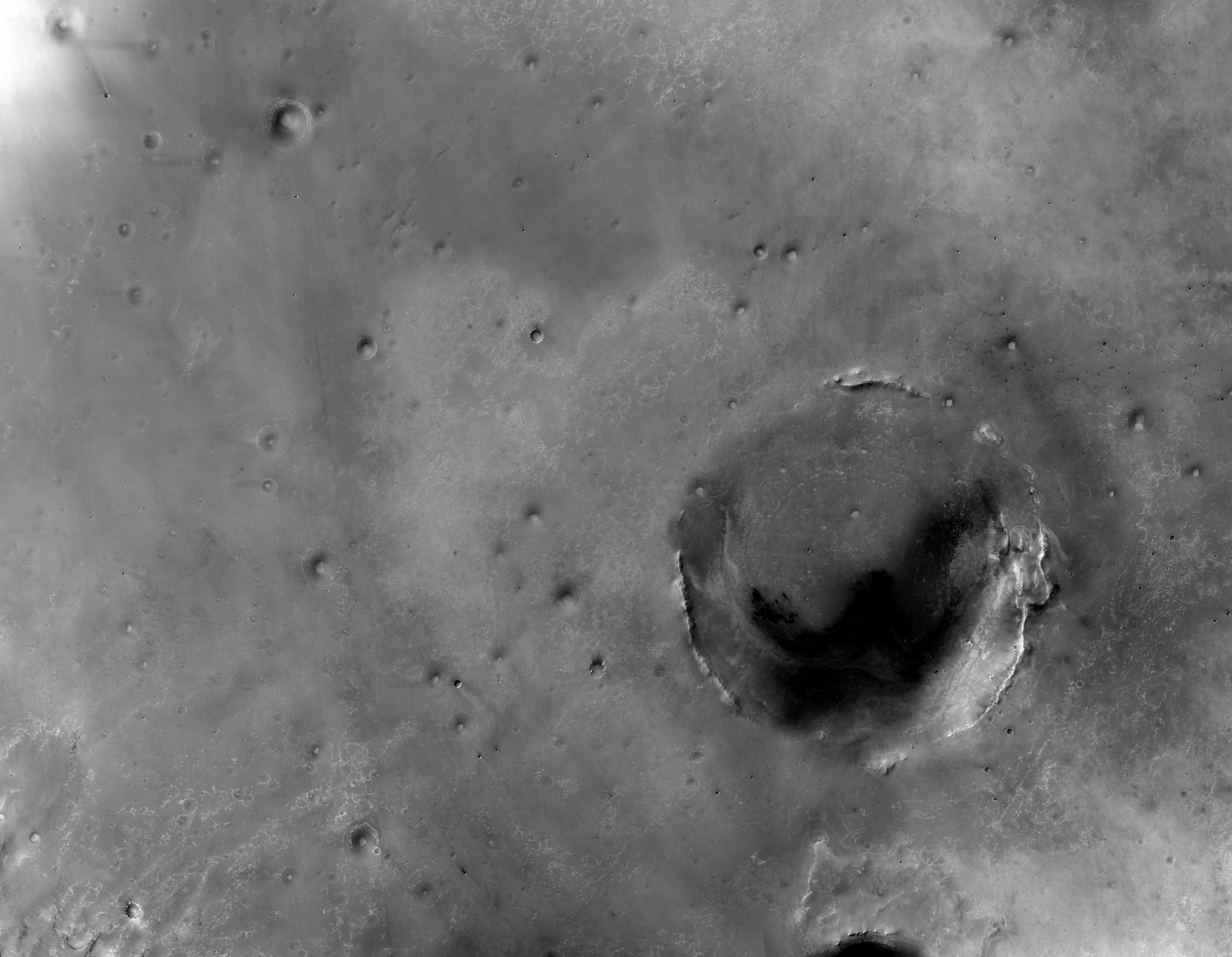
Kráter Endeavour, foto pořízeno sondou Mars Reconnaissance Orbiter

Po opuštění kráteru Victoria byl pro Opportunity vybrán jako další cíl mnohem větší a vzdálenější kráter Endeavour. Vzdušnou čarou je Endeavour od Victorie vzdálený 11 kilometrů a jeho průměr je 22 kilometrů. Je však dost možné, že stárnoucí robot kráteru nedosáhne a jeho činnost bude ukončena na cestě k němu. Zatím je však v poměrně dobrém technickém stavu, až na některé malé problémy, například částečně nepohyblivou robotickou ruku, prach ve spektrometru a mírně zaprášené solární panely.
První kilometry trasy zdolal rover bez problémů. Na přelomu listopadu a prosince 2008 byla činnost robota opět omezena kvůli další konjunkci Marsu se Sluncem. Krátce po obnovení plnohodnotného oboustranného spojení se ukázalo, že robot má problém s flash pamětí. Po jeho vyřešení se objevil další problém, tentokrát s bruskou RAT, která selhala při pokusu očistit povrch jednoho ze zkoumaných kamenů. Analýza závady ukázala, že za to může pravděpodobně vadný senzor. Technici se však nevzdávali naděje, že brusku bude ještě možné alespoň v omezené míře používat, což se prokázalo při jejím úspěšném použití 26. března. 31. ledna způsobil zásah kosmickým zářením závadu na kamerovém stožáru. 6. března postihla rover vážná chyba v sekvenci jízdy a namísto couvání prošel plánovanou vzdálenost dopředu. Terén byl naštěstí bezpečný a roveru se nic nestalo. V dubnu Opportunity opět zapadla do duny, ale už po dvou dnech se jí z ní podařilo vycouvat. V květnu odborníci na Opportunity vyzkoušeli prohlídku jejího podvozku, aby zjistili, zda se tento postup lze použít i u Spiritu, který měl dlouhodobý problém a nemohl pokračovat v jízdě. Jízda ke kráteru pokračovala bez větších komplikací, problémem byl jen neustálý zvýšený odběr elektřiny na jednom z kol. Kvůli němu si sonda občas musela udělat „oddechové pauzy“. V červenci 2009 Opportunity východně od sebe zaregistrovala netypický, skoro jeden metr dlouhý kámen, který, jak se nakonec ukázalo, byl dalším meteoritem.

## Po roce 2010
V listopadu 2011 se sonda nacházela na severním okraji kráteru Endeavour a připravovala se k přezimování. K 22. listopadu 2011 Opportunity prošla po povrchu Marsu celkem 34 km.
Dne 27. července 2014 vozítko překonalo rekord ruského Lunochodu ve vzdálenosti ujeté mimo Zemi výkonem 40,25 km. V témže roce rozhodla NASA o dalším prodloužení mise sondy.
V srpnu roku 2017 vozítko stále pracuje a původně plánovanou dobu činnosti (90 sol) překonalo téměř padesátkrát.
Předposlední květnový den 2018 odhalil Mars Reconnaissance Orbiter prachovou bouři, která 6. června způsobila značné snížení výkonu robota a poslední vysílání robota bylo zachyceno 10. června.
V následujících měsících se řídící tým snažil o nové navázání spojení, ale ani po skončení bouře nebylo spojení obnoveno. Dne 13. února 2019 proběhla poslední zkouška o navázání spojení, a tím byla mise zcela ukončena.

## Výsledky

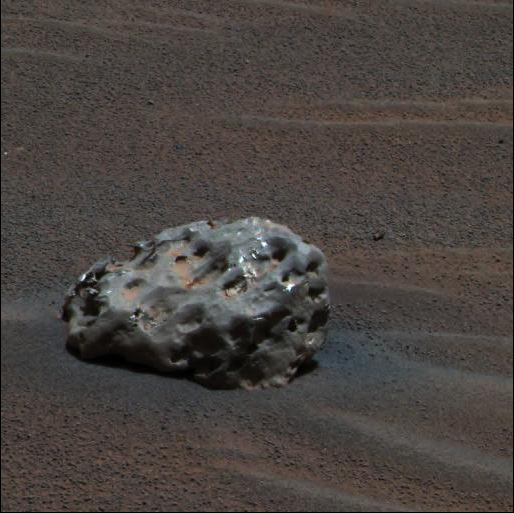
Železo-niklový meteorit, který vozítko objevilo

Po prvním roce činnosti na Marsu zhodnotilo 122 vědců výsledky výzkumu robotů Spirit a Opportunity. Největším úspěchem Opportunity byl objev minerálu jarositu, který se stal v těch dobách nejpřesvědčivějším důkazem existence vody na Marsu v minulosti. Horniny v okolí místa jejího přistání i v kráteru Endurance obsahovaly vysoký podíl bromidů a chloridů, což také svědčí o přítomnosti vody v minulosti v těchto oblastech. Zjištěný poměr je výsledkem chemických procesů, které mohou probíhat pouze za přítomnosti vody. Za další jasný důkaz vlhké minulosti Marsu se považují „borůvky“ a vodou uložené vrstvy usazenin v horninách. Ze zkoumání hornin vyplynulo, že byly opakovaně zaplavovány vodou a vysychaly. Oportunity také v kráteru Endurance objevila železo-niklový meteorit, první meteorit nalezený na jiné planetě.
Začátkem roku 2009 již bylo množství snímků odeslaných roboty Spirit a Opportunity na Zemi asi čtvrt milionu a množství odeslaných dat překročilo 36 gigabajtů.
Velký vědecký přínos měla i pozorování přechodu Marsovských měsíců přes sluneční disk. Pomohly totiž upřesnit elementy drah těchto těles. Pozorování ukázala, že předchozí efemeridy byly chybné až o 38 km pro polohu Deimosu a o 11 km pro Phobos. Zjistilo se také, že úhlový pohyb Phobosu se ročně zrychlí o 4,7 ". Vozidlo uskutečňovalo také zkoušky komunikace s družicemi na oběžné dráze Marsu jako přípravu na přistání další sondy na jeho povrch – Phoenixu a přípravné experimenty pro další plánovanou misi – Mars Science Laboratory.
Mise dvojice vozidel měla hlavně v prvních měsících po přistání velkou veřejnou publicitu. Na jaře 2004 překonala návštěvnost internetových stránek s fotografiemi vyhotovenými vozidly i obvyklý zájem o pornografii.